# 360年代
| 千纪： | 1千纪                                                                                  |
| 世纪： | 3世纪 \| 4世纪 \| 5世纪                                                                |
| 年代： | 330年代 \| 340年代 \| 350年代 \| 360年代 \| 370年代 \| 380年代 \| 390年代              |
| 年份： | 360年 \| 361年 \| 362年 \| 363年 \| 364年 \| 365年 \| 366年 \| 367年 \| 368年 \| 369年 |

## 大事记
- 慕容恪治理前燕
- 东晋桓温专权，枋頭之战败于前燕
- 前秦崛起，苻坚用王猛为宰相

## 出生
- 刘裕（363年出生）
- 陶渊明（365年出生）

## 逝世
- 慕容儁（360年去世）
- 司馬聃（361年去世）
- 張玄靚（363年去世）
- 司馬丕（365年去世）
- 慕容恪（367年去世）